# Nautilocaris
Nautilocaris is een geslacht van kreeftachtigen uit de klasse van de Malacostraca (hogere kreeftachtigen).

## Soort
- Nautilocaris saintlaurentae Komai & Segonzac, 2004